# Ladislaus de Aquino
Ladislaus de Aquino (Nápoles, 1543 - Roma, 12 de fevereiro de 1621) foi um cardeal do século XVII

## Biografia
Nasceu em Nápoles em 1543. Segundo dos nove filhos de Francesco d'Aquino, signore de S. Nicola Manfredi, Durazzano e Roccabascerana, do ramo de Cápua da ilustre família da qual nasceu S. Tomas d'Aquino, e Beatrice de' Guevara, de os duques de Bovino. Os outros irmãos eram Giovanni ( signore de S. Niccolò), Giulia, Iacopo (cavaleiro de Malta), Federico (clérigo), Antonio (bispo de Sarno e, posteriormente, arcebispo de Taranto), Ottavio signore de Carifi e Rocca Basciarana), Tommaso (Clérigo Regular) e Delfina. Seu sobrenome também está listado como Aquino; e como de Aquino.
Estudou direito canônico, obtendo uma considerável especialização..
Ordenado, 1571, Nápoles. Nesse mesmo ano, foi chamado a Roma pelo Papa Pio V e nomeado camareiro particular e concedeu vários benefícios eclesiásticos. Ele também foi nomeado clérigo da Câmara Apostólica. Referendário dos Tribunais da Assinatura Apostólica da Justiça e da Graça, 1581..
Eleito bispo de Venafro, em 20 de outubro de 1581. Consagrado (sem informações encontradas). Trabalhou assiduamente em assuntos eclesiásticos como membro e consultor jurídico de várias congregações curiais. Nomeado núncio na Suíça em 1608; tomou posse em 24 de junho de 1608; ocupou o cargo até 15 de setembro de 1613; a nunciatura incluía as partes católicas da Suíça, Ticino, Valtellina e os bispados de Basel e Constance, dos quais dependiam a Alta Alsácia, Breisgau e parte da Suábia. Núncio em Savoy para os negócios da Valtellina em 20 de setembro de 1613; não foi recebido pelo duque, Carlo Emanuele I, com o pretexto de que era adepto do partido espanhol. Colecionador nomeado de Portugal; declinou porque sua idade avançada não lhe permitia navegar. Governador de Perugia, 2 de fevereiro de 1614..
Criado cardeal sacerdote no consistório de 19 de setembro de 1616; recebeu o gorro vermelho e o título de S. Maria sopra Minerva, em 17 de outubro de 1616. Participou do conclave de 1621, que elegeu o Papa Gregório XV..
Morreu em Roma em 12 de fevereiro de 1621. Sepultado na capela de S. Tommaso no seu título, S. Maria sopra Minerva.